# Бистрица (Градишка)
Бистрица је насељено мјесто на подручју града Градишка, Република Српска, БиХ. Према попису становништва из 1991. у насељу је живјело 795 становника.

## Историја
У селу се налази меморијални парк (спомен-комплекс) палим борцима и цивилима у другом светском рату (1941—1945) и рату у БиХ (1992—1995). Поткозарско село са локалним становништвом дало је око 3000 бораца и цивила у другом светском рату, од чега је око 1500 било деце узраста до 15 година, која су страдала од стране Усташа. У рату у БиХ (1992-1995) живоит је дало 10 становника Бистрице. На меморијалном центру налази се и биста Лепе Радић, која је рођена у сусједној Гашници. Парастос се служи у локалној цркви док су вјенци положени у спомен комплексу.
Црква Успења Пресвете Богородице рађена је почетком 20. века и рушена је од Усташа за време другог светског рата.

## Становништво
| Националност       | 1991.        | 1981.        | 1971.        |
| Срби               | 764 (96,10%) | 797 (96,72%) | 899 (99,00%) |
| Југословени        | 12 (1,50%)   | 16 (1,94%)   |              |
| Хрвати             | 8 (1,00%)    | 3 (0,36%)    | 6 (0,66%)    |
| Муслимани          | 2 (0,25%)    | 1 (0,12%)    |              |
| остали и непознато | 9 (1,13%)    | 7 (0,84%)    | 3 (0,33%)    |
| Укупно             | 795          | 824          | 908          |

| Демографија | Демографија | Демографија |
| Година      | Становника  | Становника  |
| ----------- | ----------- | ----------- |
| 1948.       | 1.501       |             |
| 1953.       | 3.184       |             |
| 1961.       | 1.088       |             |
| 1971.       | 908         |             |
| 1981.       | 824         |             |
| 1991.       | 782         |             |